# Rothesay Bay
Die Rothesay Bay ist eine Bucht an der Ostküste der schottischen Insel Bute. Die Bucht liegt an der Meerenge Kyles of Bute, welche Bute von der Halbinsel Cowal auf dem schottischen Festland trennt. Ardbeg Point grenzt die Rothesay Bay im Norden gegen die Nachbarbucht Kames Bay ab. Im Süden endet sie an dem Kap Bogany Point, der auch das östliche Ende der Kyles of Bute markiert. Entlang der Bucht liegen die Ortschaft Ardbeg im Norden und Rothesay, das sich vom Kopf der Bucht bis jenseits von Bogany Point zieht. Die etwa 2100 m weite Rothesay Bay schneidet maximal etwa 1700 m in die Insel ein.
Im Mittelalter war Rothesay Bay Standort des im 13. Jahrhundert erbauten Rothesay Castle, welches die Keimzelle von Rothesay bildete. Am Ufer befand sich der Richtplatz der Ortschaft. Die Galgen wurde letztmals im Jahre 1673 benutzt, als eine vermeintliche Hexe hingerichtet wurde. Im 18. und 19. Jahrhundert wurden verschiedene Schiffsanleger entlang der Bucht errichtet. Die Küstenlinie der Rothesay Bay entwickelte sich im Viktorianischen Zeitalter als sich die Insel einem zunehmenden Touristenstrom ausgesetzt sah, was den Bau von Hotelanlagen und Wohngelegenheiten auslöste. Zu diesen zählte auch das heute denkmalgeschützte Tor House. Auf Grund des Meerpanoramas an den ansteigenden Flanken der Bucht befand sich dort eines der Hauptexpansionsgebiete. Gegen Ende des 18. Jahrhunderts als ein bevorstehender Angriff der französischen Armee vermutet wurde, errichtete man an Bogany Point Kanonenstellungen zur Abwehr feindlicher Schiffe.